# 티니: 더 빅 체인지 오브 비올레타
티니: 더 빅 체인지 오브 비올레타(Tini: El gran cambio de Violetta, Tini: The Big Change of Violetta)는 아르헨티나에서 제작된 후안 파블로 부스카리니 감독의 2016년 모험, 가족 영화이다. 마르티나 스토셀 등이 주연으로 출연하였다.

## 출연

### 주연
- 마르티나 스토셀

### 조연
- 호르헤 블랑코
- 안젤라 몰리나
- 아드리안 살제도